# Введенське (Бежецький район)
Введенське (рос. Введенское) — присілок в Бежецькому районі Тверської області Російської Федерації.
Населення становить 76 осіб. Входить до складу муніципального утворення Лаптихинське сільське поселення.

## Історія
Від 2005 року входить до складу муніципального утворення Лаптихинське сільське поселення.

## Населення
| 1859 | 2008 | 2010 |
| ---- | ---- | ---- |
| 74   | ↗115 | ↘76  |